# Mercedes-Benz Classe C (Type 206)
La Mercedes-Benz Type 206 est une voiture familiale disponible en berline ou en break. Elle est produite et commercialisée par Mercedes-Benz depuis l'été 2021. La Type 206 est la cinquième génération de Classe C ; elle succède de manière logique à la Type 205.

## Historique
La Type 206 est la désignation interne de la 5e génération du modèle de milieu de gamme Classe C de Mercedes-Benz. Après sa présentation mondiale numérique le 23 février 2021, elle remplacera en 2021 la Classe C de la série 205 construite depuis 2014.
La commande des variantes de berline et break a eu lieu à partir du 30 mars 2021 et les livraisons débutent en juin 2021.
La version surélevée du break, nommée All-Terrain, est dévoilée en août 2021. Elle reçoit quelques modifications esthétiques, comme une grille de calandre spécifique et des protections en plastique brut. Commercialisée fin 2021, cette nouvelle version de la Classe C sera disponible en essence (C 200) et en Diesel (C 200d) avec la boîte automatique à 9 rapports.

Mercedes-Benz Type 206
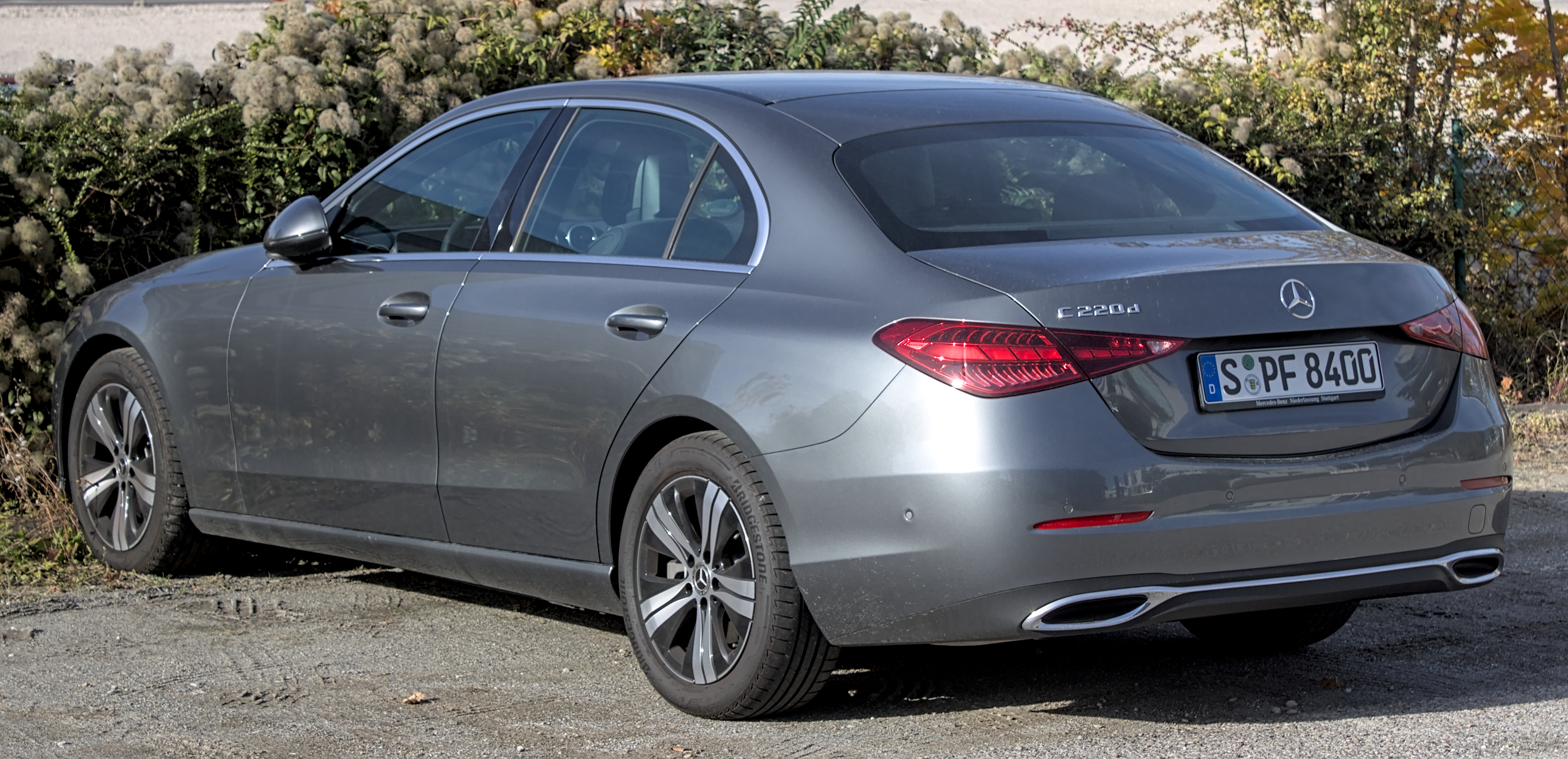
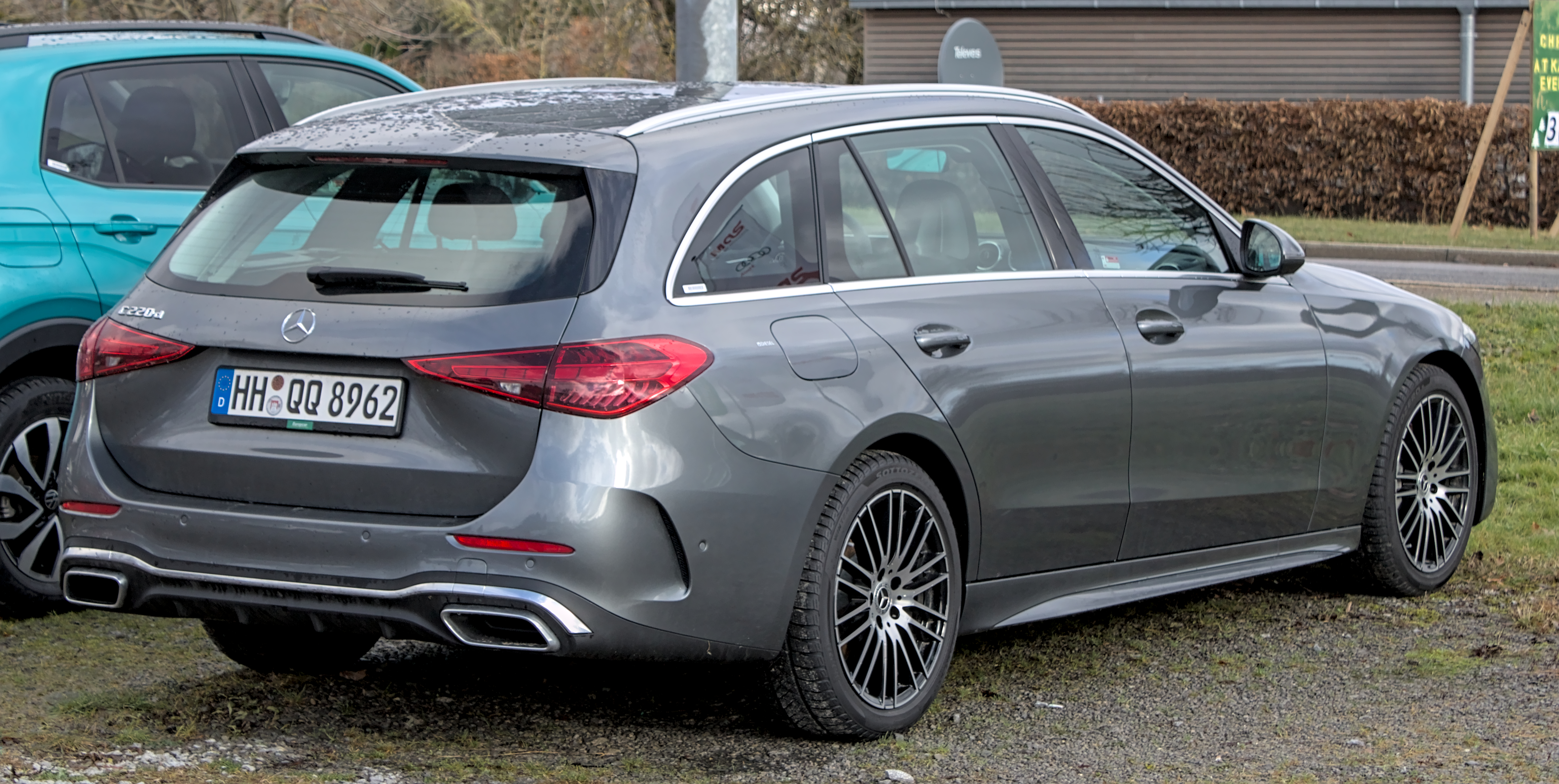
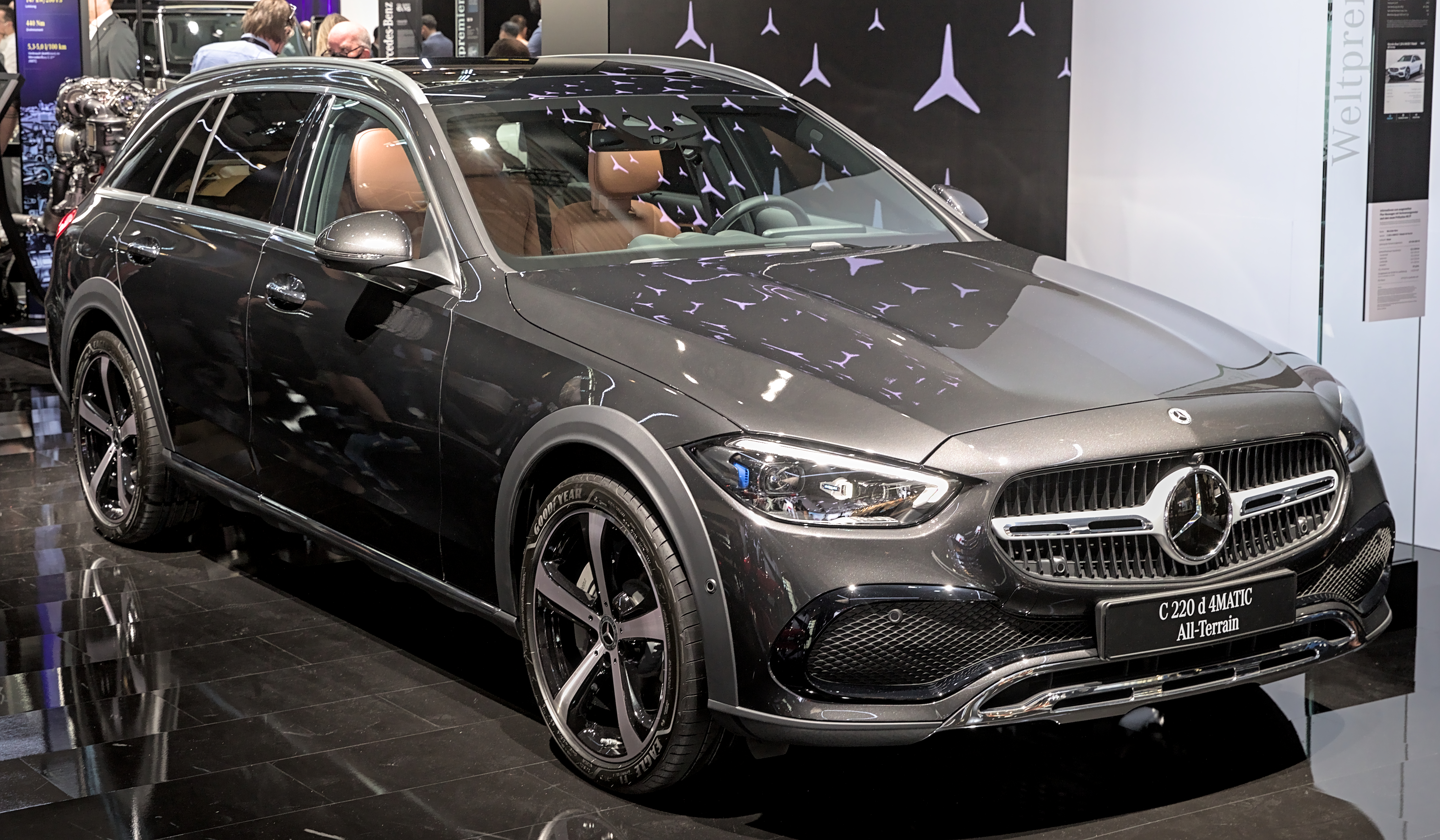
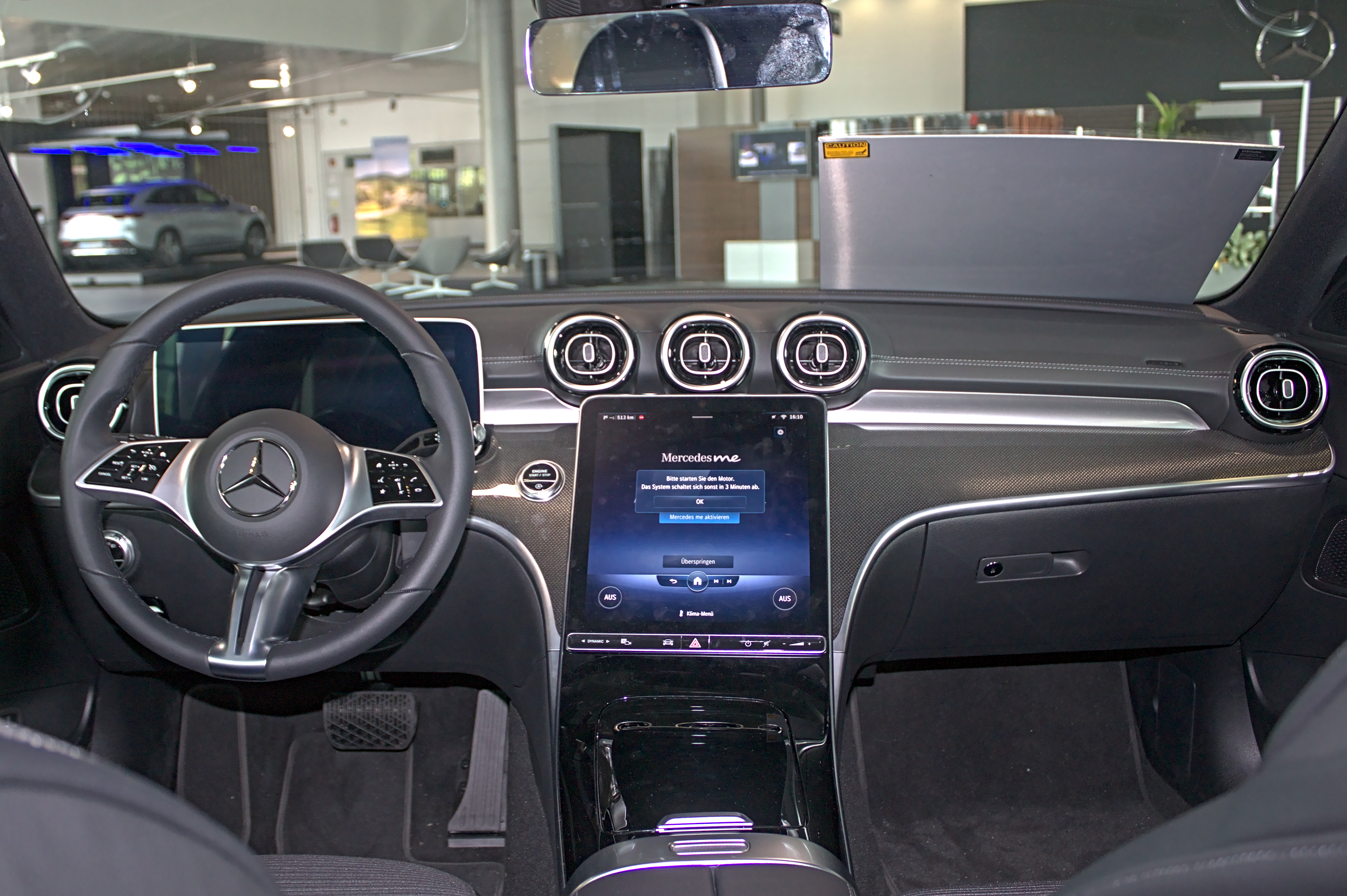

## Caractéristiques

### Motorisations
La nouvelle Type 206 est dotée lors de son lancement de 7 motorisations. Toutes ces motorisations reçoivent un alterne-démarreur intégré (ISG) qui leur permet d'avoir un système d'hybridation légère de 2e génération (MHEV). Tous les moteurs sont conformes à la norme antipollution Euro 6d-ISC-FCM. Les versions Diesel et essence sont toutes en 4 cylindres. La Type 206 ne propose plus de boîte manuelle. Toutes les versions seront commercialisées avec la boîte automatique 9G-Tronic de chez Mercedes introduite en 2020 sur la W213 E 350 Blue Tech.
| Modèle                         | Construction | Moteur + Nom               | Cylindrée         | Performance                          | Couple                                               | 0 à 100 km/h | Vitesse maxi | Consommation (WLTP) + CO2         |
| C 200 4MATIC (Boite 9G-Tronic) | 2021 - ...   | 4 cylindres en ligne M 264 | 1 496 cm3 (1,5 L) | 150 kW (204 ch) à 5 800–6 100 tr/min | 300 N m à 1 800–4 000 tr/min + 20 chevaux électrique | 7,1 s        | 241 km/h     | 6,6 - 7,6 L/100 km 151 - 172 g/km |
| C 200 (Boite 9G-Tronic)        | 2021 - ...   | 4 cylindres en ligne M 264 | 1 496 cm3 (1,5 L) | 150 kW (204 ch) à 5 800–6 100 tr/min | 300 N m à 1 800–4 000 tr/min + 20 chevaux électrique | 7,3 s        | 246 km/h     | 6,3 - 7,2 L/100 km 143 - 163 g/km |
| C 300 4MATIC (Boite 9G-Tronic) | 2021 - ...   | 4 cylindres en ligne M 254 | 1 999 cm3 (2,0 L) | 190 kW (258 ch) à 5 800 tr/min       | 400 N m à 2 000–3 200 tr/min + 20 chevaux électrique | 6,0 s        | 250* km/h    | 7,0 - 7,9 L/100 km 161 - 168 g/km |
| C 300 (Boite 9G-Tronic)        | 2021 - ...   | 4 cylindres en ligne M 254 | 1 999 cm3 (2,0 L) | 190 kW (258 ch) à 5 800 tr/min       | 400 N m à 2 000–3 200 tr/min + 20 chevaux électrique | 6,0 s        | 250* km/h    | 6,6 - 7,4 L/100 km 150 - 169 g/km |

* : limitée électroniquement.
| Modèle                   | Construction | Moteur + Nom                  | Cylindrée         | Performance                                            | Couple                       | 0 à 100 km/h | Vitesse maxi | Consommation + CO2                |
| C200d (Boite 9G-Tronic)  | 2021 - ...   | 4 cylindres en ligne OM 654 M | 1 992 cm3 (2,0 L) | 120 kW (163 ch) à 3800 tr/min + 23 chveaux électrique  | 380 Nm à 1600 - 3600 tr/min  | 7,9 s        | 230 km/h     | 4,3 - 5,6 L/100 km 127 g/km       |
| C 220d (Boite 9G-Tronic) | 2021 - ...   | 4 cylindres en ligne OM 654 M | 1 992 cm3 (2,0 L) | 147 kW (200 ch) à 4 200 tr/min + 20 chevaux électrique | 440 N m à 1 800–2 800 tr/min | 7,3 s        | 245 km/h     | 4,9 - 5,6 L/100 km 130 - 148 g/km |
| C 300d (Boite 9G-Tronic) | 2021 - ...   | 4 cylindres en ligne OM 654 M | 1 992 cm3 (2,0 L) | 195 kW (265 ch) à 4 200 tr/min + 20 chevaux électrique | 550 N m à 1 800–2 200 tr/min | 5,7 s        | 250* km/h    | 5,0 - 5,6 L/100 km 131 - 148 g/km |

* : limitée électroniquement.